# Wörterbuch der deutsch-lothringischen Mundarten
Das einbändige Wörterbuch der deutsch-lothringischen Mundarten von 1909 ist ein großlandschaftliches Wörterbuch und dokumentiert den dialektalen Wortschatz der deutschsprachigen Teile Lothringens.

## Typus
Im Gegensatz zu den benachbarten Wörterbüchern, dem Pfälzischen und dem Rheinischen Wörterbuch, verzeichnet das lothringische Wörterbuch nur die von der Schriftsprache abweichenden Wörter und Wendungen der deutsch-lothringischen Mundarten, sodass man hier eher von einem Idiotikon als von einem Dialektwörterbuch sprechen kann. Da für das Dialektgebiet Deutsch-Lothringen fast keine schriftlichen Quellen aus älterer Zeit vorliegen, dienen vor allem Urkunden aus der frühen Neuzeit und Fragebögen aus Lehrerbefragungen als Quellen. Das Wörterbuch enthält Verweise in das bereits 1907 abgeschlossene Wörterbuch der elsässischen Mundarten.

## Geschichte
Verfasst wurde das lothringische Wörterbuch von Michael Ferdinand Follmann.
Materialbasis des Wörterbuchs war eine Sammlung, die nach Gründung der Kommission durch die Gesellschaft für lothringische Geschichte 1898 ab 1900 zusammengetragen wurde. Neben den Fragebögen, die von Louis Gustave Liebich (1824–1910) für eine elsässische Grammatik erfragt wurden und Erzerpten aus älteren Urkunden, waren es vor allem handschriftliche Sammlungen von Lehrern und anderen Gewährsleuten, die für das Wörterbuch verwendet wurden.
In dem Projekt „Wörterbuchnetz“, das im „Kompetenzzentrums für elektronische Erschließungs- und Publikationsverfahren in den Geisteswissenschaften“ an der Universität Trier entsteht, wurde eine Online-Version des Deutsch-Lothringischen Wörterbuchs vorbereitet, die mit anderen Wörterbüchern vernetzt ist.
In neuerer Zeit sind einige lokale Wörterbücher über lothringische Dialekte erschienen.